# Oxyrhopus formosus
Oxyrhopus formosus är en ormart som beskrevs av Wied-Neuwied 1820. Oxyrhopus formosus ingår i släktet Oxyrhopus och familjen snokar. Inga underarter finns listade i Catalogue of Life.
Arten förekommer i Sydamerika från Colombia och Venezuela till södra Brasilien och norra Argentina (inte Bolivia och Paraguay). Honor lägger ägg.